# ABN AMRO Open 2023
ABN AMRO Open 2023 — тенісний турнір, що проходив на кортах з твердим покриттям у місті Роттердам (Нідерланди) з 13 по 19 лютого. Належав до категорії ATP 500, був турніром серії Rotterdam Open 2023 року.

## Фінальна частина

### Одиночний розряд
Данило Медведєв —  Яннік Сіннер 5–7, 6–2, 6–2

### Парний розряд
Іван Додіг /  Остін Крайчек —  Роган Бопанна /  Меттью Ебден 7–6(7–5), 2–6, [12–10]